# Carillade
Carillade là một chi bướm đêm thuộc họ Erebidae.